# Notholaena solitaria
Notholaena solitaria är en kantbräkenväxtart som beskrevs av R. Tryon. Notholaena solitaria ingår i släktet Notholaena och familjen Pteridaceae. Inga underarter finns listade.